# The Elder Scrolls V: Dawnguard
The Elder Scrolls V: Dawnguard est la première extension officielle développée par Bethesda Game Studios pour The Elder Scrolls V: Skyrim, annoncée au mois de mai 2012. L'extension est téléchargeable en Amérique du Nord depuis le 26 juin 2012 et le 10 juillet 2012 en Europe sur Xbox 360 au prix de 1600 Microsoft Points sur Xbox Live. La version PC est disponible depuis le 3 août 2012 au prix de 19,90 euros. L'extension est incluse dans Skyrim Special Edition sur Xbox One et Playstation 4, sortie en 2016, et est incluse avec le jeu de base sur Nintendo Switch, sorti en 2018.

## Contenu
Le pack d'expansion contient une nouvelle quête principale avec plusieurs quêtes secondaires. Il est proposé au joueur de devenir un Seigneur vampire, différent des vampires classiques de Bordeciel. De nouveaux lieux sont également ajoutés, notamment le Fort de la Garde de l'Aube, le Château Volkihar, le Val perdu ou encore le Cairn de l'âme. De nouveaux sorts, Thu'ums, livres équipements et armes propres aux clans des vampires sont aussi ajoutés. Pour finir, de nouveaux personnages principaux et secondaires font leur apparition, comme Sérana, Harkon ou Isran.

## Synopsis
À partir du niveau 10, l'Enfant de dragon, le joueur, apprend une rumeur comme quoi la Garde de l'Aube serait en réformation. Il s'agit de chasseurs de vampires dans un bastion à l'est de Faillaise.
En se rendant au fort, le joueur fait connaissance avec Isran, le chef de la Garde de l'Aube, qui l'envoie en mission fouiller la grotte de Sombreval, qui pourrait contenir un artéfact vampire très ancien. L'Enfant de dragon découvre que l'artéfact en question est une très ancienne vampire au sang pur, (aussi appelées filles de Port-du-froid), Sérana. Elle est enfermée dans la crypte depuis plusieurs siècles (au moins avant la Troisième Ère). Elle demande au joueur de l'escorter chez elle, au château de Volkihar, situé sur une petite île au large de Solitude. En la ramenant, le joueur fait face au clan des vampires de Volkihar, dirigé par le Seigneur Harkon, le père de Sérana. En guise de remerciement d'avoir retrouvé sa fille perdue depuis des siècles, le Seigneur Harkon propose à l'Enfant de dragon s'il souhaite devenir un Seigneur vampire, plus puissant que les vampires classiques de Bordeciel. En acceptant, le joueur continue la quête du côté des vampires. Dans le cas contraire, il cherchera à exterminer les vampires pour les empêcher d'accomplir le projet de Harkon de dominer le Soleil.
Le joueur apprendra que Harkon souhaite libérer les vampires de la « tyrannie du Soleil », qui implique son assombrissement. Pour cela, le joueur a besoin de récupérer trois parchemins des anciens caché en Bordeciel pour accomplir ou empêcher la prophétie de se réaliser. La quête, quel que soit le clan choisi, tourne autour de la chasse aux parchemins et aux équipements et armes pour finir par la destruction de l'un ou l'autre clan.

## Accueil
L'extension est accueillie de manière mitigée. Si certains aiment la possibilité de choisir dans un camp de manière irréversible et d'influencer sur le destin de l'autre et de Bordeciel, ou encore l'exploration d'un plan d'Oblivion, d'autres critiquent le nombre de lieux rajoutés, assez faible, ou encore le scénario qui apparaît comme simple.